# Aralia castanopsiscola
Aralia castanopsiscola là một loài thực vật có hoa trong Họ Cuồng. Loài này được (Hayata) J.Wen mô tả khoa học đầu tiên năm 1993.